# Клебер Едан
Клебе́р Еда́н фр. Kléber Haedens, * 11 грудня 1913, Екердревіль-Енневіль, Франція — † 13 серпня 1976, Орвіль (Верхня Гаронна), Франція— французький письменник, журналіст і критик.

## Біографія
Клебер Едан народився в родині офіцера-артилериста. Закінчивши Національне військове училище у Ла-Флеші, навчався у Вищій комерційній школі в Бордо, а тоді став працювати в журналістиці.
Будучи в 1930-х роках членом монархічної політичної організації «Аксьйон франсез», він співпрацював з багатьма виданнями, серед яких Aux Écoutes, Je suis partout, L'Insurgé (разом із Морісом Бланшо, Жаном-П'єром Максансом і Тьєррі Мольньє), Combat (офіційний орган Французької міліції під час Другої світової війни) і щоденна газета L'Action française (вів спортивну та літературну рубрики). У 1937 одержав Премію Каза за роман «Школа батьків».
Відступивши під час німецької окупації до Ліона, він, як і Мішель Деон, став особистим секретарем Шарля Морра. І далі співпрацював з часописами L'Action française Compagnons (орган руху «Молода Франція») та журналом Idées. 1943 року Едан публікує «Історію французької літератури».
Після визволення Франції він працює у видавця Робера Лаффона й веде рубрику театральної критики в Aspects de la France — неоморрасіанській газеті, видання якої поновив П'єр Бутан. Також пише для Paroles françaises — крайньої правої газети, що виходила у Франції з 1944 року, згодом для France Dimanche, ''Paris-Presse і для газети Nouveau Candide (з 1961 по 1968).
1968 року, з нагоди столітніх роковин від дня народження Шарля Морра, однодумці Клебера Едана — Тьєррі Мольньє, Марсель Паньоль, П'єр де Бенувілль та інші — організовують комітет, на чолі якого став герцоґ Антуан де Левіс-Мірепуа.
У 1966 Едан став лауреатом Міжсоюзної премії, якою нагороджують письменників-журналістів, за роман «Літо закінчується під липами», а в 1974 його нагородили Великою романістичною премією Французької академії за твір «Адіос».
Приятель Антуана Блондена, Мішеля Деона та Роже Нім'є, він належав до літературного угруповання Les Hussards («Гусари»).
Був членом журі Міжсоюзної премії. Помер 13 серпня 1976 року.

## Почесті
- Іменем Клебера Едана назвали літературну премію й нагороджували нею з 1980-го по 1988 рік.
- 1996 року журналіст Етьєн де Монтеті опублікував біографічну книжку «Привіт Клеберові Едану».
- У 2000-му засновано Товариство друзів Клебера Едана[1].
- 2008 року коледж у Ла-Гаренн-Коломбі назвали іменем Клебера Едана, і це викликало полеміку, оскільки письменник був близький до «Аксьйон франсез»[2].

Філіпп Жувен, мер міста, що був ініціатор найменування й побажав роздати «Історію французької літератури» шестикласникам, зрештою, мусив відмовитися від цього рішенняй анулював його, згідно з постановою Генеральної ради департаменту О-де-Сен від 6 липня 2009, два місяці перед відкриттям цього нового коледжу.
Унаслідок цієї справи у грудні 2009 року гурток прихильників «Аксьйон франсез» постановив узяти собі назву «Гурток Клебера Едана». Він має свій осідок в
О-де-Сен.

## Цікавинка
1947 року Саша Ґітрі та Рене Бенжамен, члени Ґонкурівської академії, нагородили Клебера Едана так званою Ґонкурівсько-позаґонкурівською («Goncourt hors Goncourt») — альтернативною премією за книжку Salut au Kentucky («Привіт Кентуккі»). Офіційну премію дістав Жан-Луї Кюртіс.

## Твори
- L'École des parents, Paris, R.A. Corrêa, 1937. Prix Cazes — «Школа батьків» (Премія Каза)
- Magnolia-Jules, Paris, R.A. Corrêa, 1938[7] — «Магнолія-Жуль»
- Gérard de Nerval, ou la sagesse romantique, Paris, Grasset, 1939 — «Жерар де Нерваль, або Романтична мудрість»
- Une Jeune Serpente, Paris, Gallimard, 1940 — «Молода змія»
- Paradoxe sur le roman, Marseille, Sagittaire, 1941 — «Парадокс у романі»
- Le Duc de Reichstadt, pièce en trois actes, Les Cahiers de «Patrie». 1re année, 1941. N°3[8] — «Герцоґ де Райхштадт, п'єса у трьох актах»
- Poésie française: une anthologie, 1942, rééd. 2009, Paris, La Table Ronde — «Французька поезія: антологія»
- Une Histoire de la littérature française, Paris, Julliard, 1943 — «Історія французької літератури»
- Franz, Paris-Marseille, Robert-Laffont, 1944[9] — «Франц»
- Adieu à la rose, Paris, Gallimard, 1945 — «Прощання з трояндою»
- Salut au Kentucky, Paris, Laffont, 1947 — «Привіт Кентуккі»
- L'Air du Pays, Albin Michel, 1963 — «Повітря країни»
- La France que j'aime, Paris, Sun, 1964 — «Франція, яку люблю»
- L'été finit sous les tilleuls, Paris, Grasset, 1966. Prix Interallié — «Літо закінчується під липами» (Міжсоюзна премія)
- Londres que j'aime, Paris, Sun, 1970 — «Лондон, який люблю»
- Adios, Paris, Grasset, 1974. Grand Prix du roman de l'Académie française — «Адіос» (Велика романістична премія Французької академії)
- Lettres de la petite ferme, publication posthume, Paris, Grasset, 2000, ISBN 2-246-60421-4[10] — «Листи з малої ферми»